# Tish

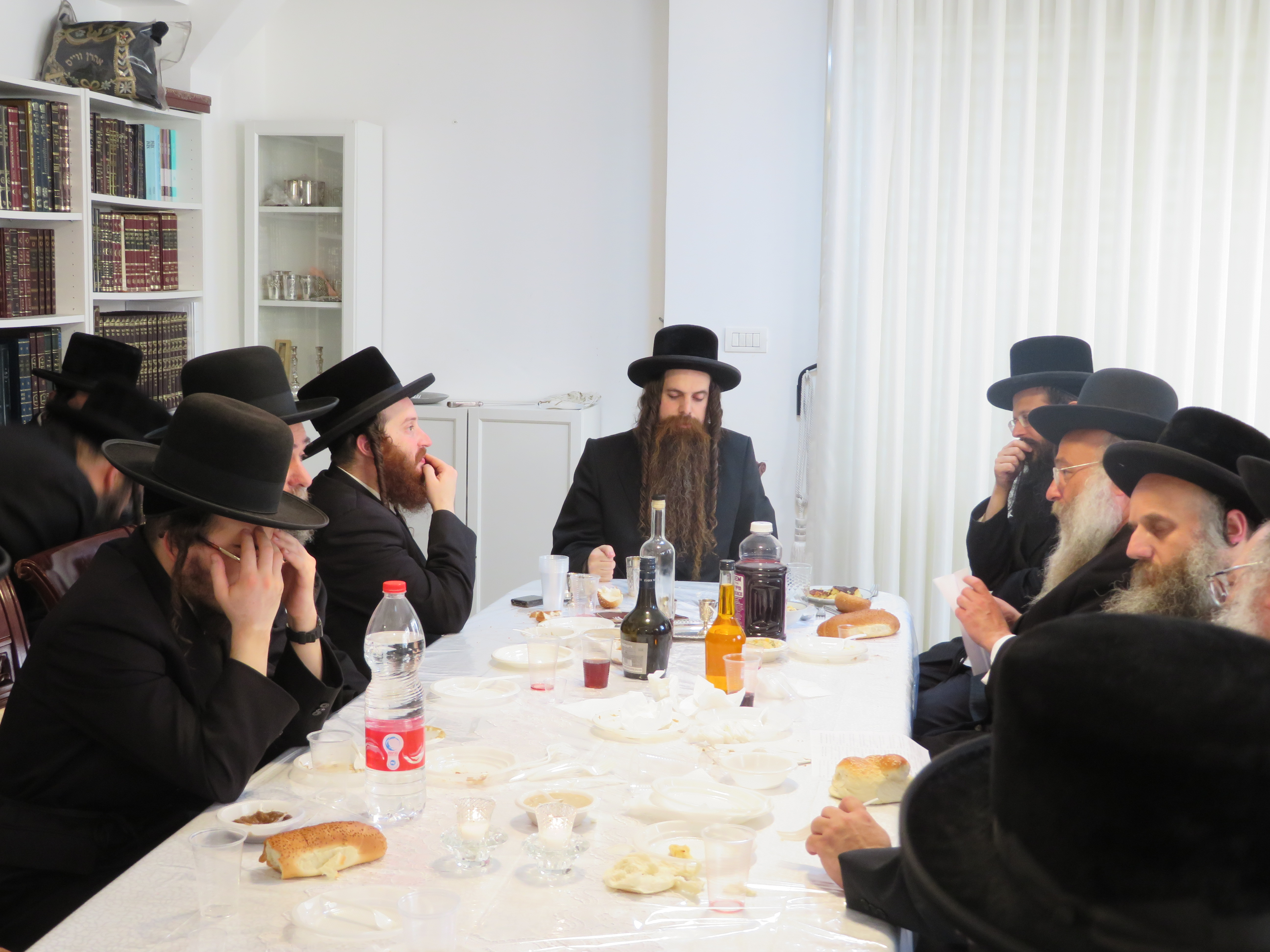
Celebración de un Tish jasídico.

Tish (en yidis: טיש‎; plural: טישין, tishen), también escrito Tisch, es una reunión de jasidim alrededor de su Rebe. El Tish consiste en discursos sobre temas de la Torá, canciones de melodías conocidas bajo el título de nigunim y zemirot, junto con varios refrigerios. Aunque los jasidim lo consideran un momento de gran santidad, a menudo el Tish es celebrado incluso con invitados no jasídicos.

## Etimología

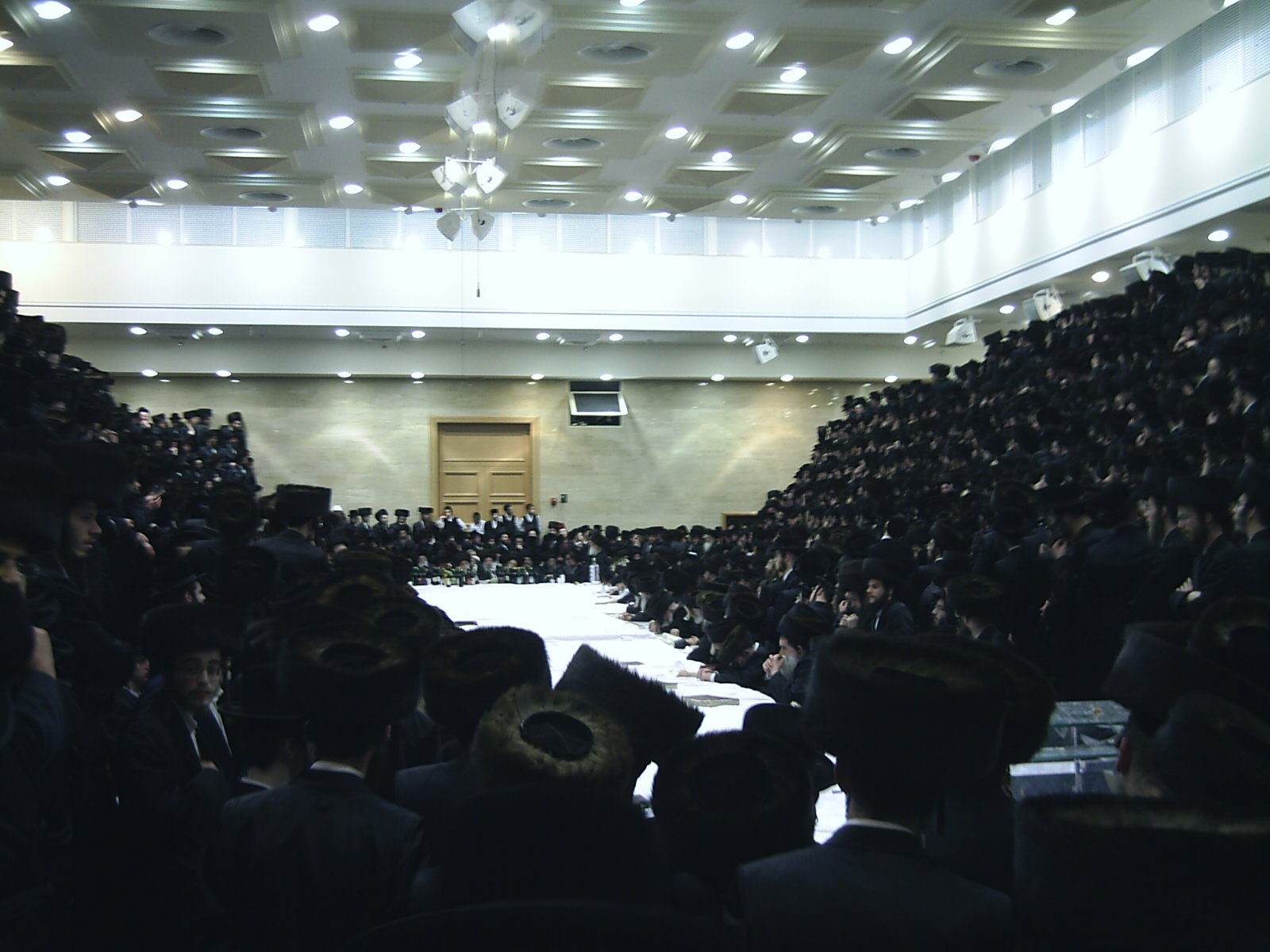
Jasidim de Belz celebrando un Tish jasídico durante la festividad de Purim.

La palabra Tish en yidis significa «mesa», y proviene del Tisch alemán con el mismo significado. En algunos dialectos del yidis, los más cercanos al alemán, se escribe también con c.

## Descripción

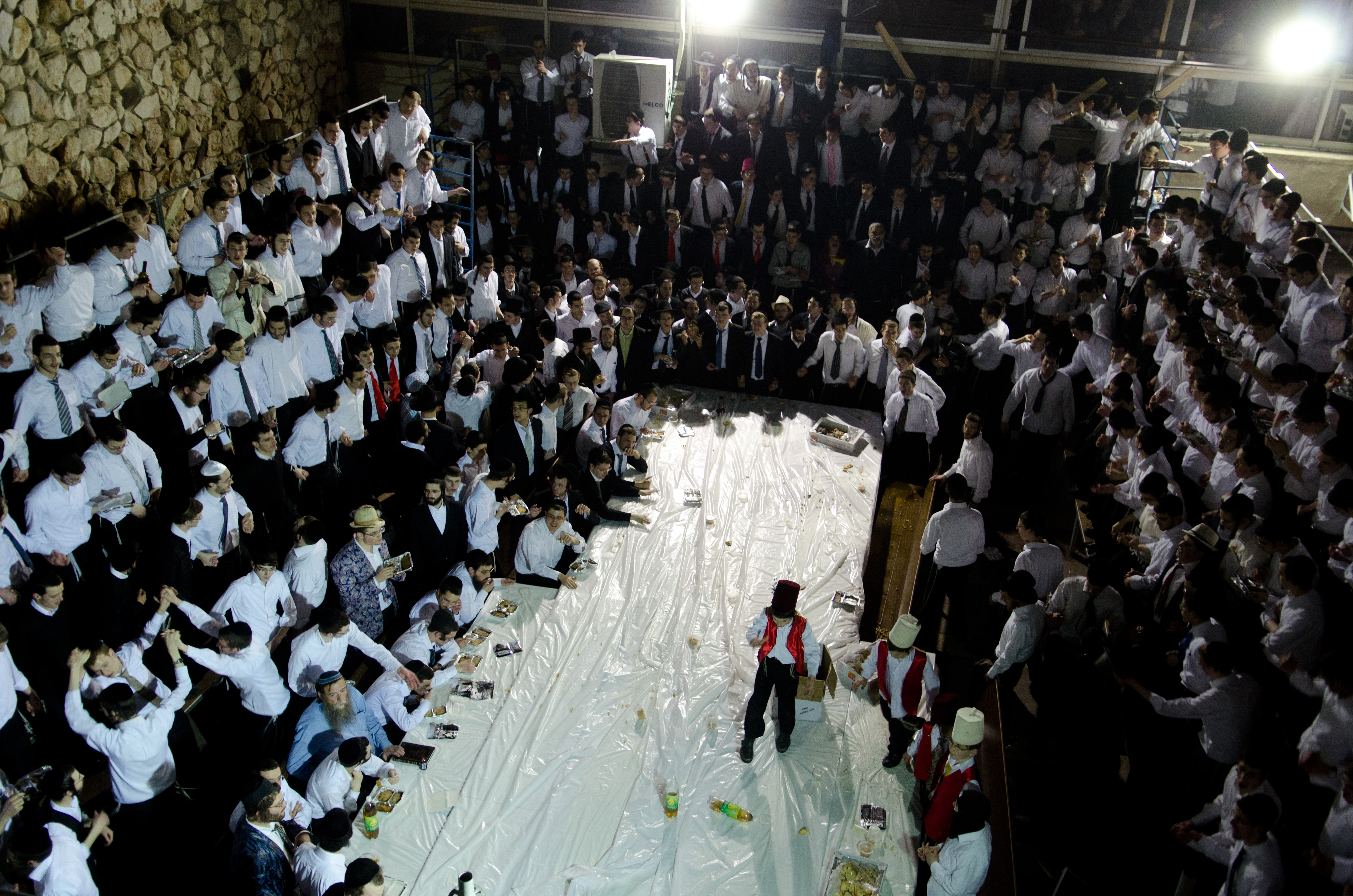
Celebración de un Tish jasídico en Bnei Brak durante la festividad de Purim.

En el contexto del jasidismo judío, el Tish se refiere a cualquier celebración pública o reunión de un grupo jasídico alrededor de su Rebe, tal reunión a menudo es conocida en hebreo como Arichat HaShulchan (עריכת השולחן), "poner la mesa".  El término "Shabat Tish" en yidis también se usa a veces, refiriéndose a la comida familiar de Shabat. Durante un tish, el Rebe se sienta a la cabecera de la mesa y los otros jasidim a su alrededor.  
En las principales congregaciones jasídicas, solo el Rebe y los miembros de su familia más cercanos, así como algunos discípulos, comían la comida, sin embargo pequeñas porciones de pan, carne, pescado, aves, farfel, kugel o fruta, así como copas de vino kosher y otras bebidas, se distribuyen a todos los espectadores así como las sobras. También se organiza un Tish en las comidas en honor del Shabat y las fiestas judías, en el yahrzeit  del anterior Rebe de la misma dinastía, así como en las comidas de acción de gracias (seudas hodah) a Dios por las gracias recibidas, tales como haber sobrevivido al Holocausto, o haber cumplido alguna Mitzvá. Los Tish también se llevan a cabo en días festivos menores como Lag Ba'omer, Janucá, Purim, Tu Bishvat, días menores (Jol HaMoed) días festivos importantes como Sucot y Pésaj, y antes y después del ayuno de Yom Kipur. 
La naturaleza del Tish difiere de un grupo jasídico a otro, pero durante la celebración, todos los jasidim observan con atención y en silencio mientras su Rebe come la comida y esperan ansiosamente que distribuya las sobras cocinadas junto con la comida del Rebe, creyendo que es un gran mérito (zejut), comerse las sobras de la comida de un tzadik. Muchos jasidim afirman que los milagros pueden funcionar para aquellos quienes participan en un Tish jasídico, como curarse de diversas dolencias, o recibir bendiciones de prosperidad y paz. 
Los himnos jasídicos, o nigunim (en hebreo: ניגונים), se cantan con alegría o en recuerdo solemne. El Rebe a veces enseña palabras de la Torá, a menudo pasajes místicos de algún Midrash, del Zohar y la Cábala, mientras realiza el Tish. El Rebe también cuenta historias, parábolas y tradiciones jasídicas;  expone comentarios religiosos sobre la actualidad y sobre la política en general. 
El Tish puede variar desde unas pocas decenas hasta miles de personas: los Tish grandes generalmente se llevan a cabo en salas especiales de la sede central jasídica,  a veces se organizan en la sinagoga principal, durante las fiestas judías, cuando miles de jasidim que viven en otras ciudades o países vienen a orar y visitar a su Rebe y a unirse a los otros fieles que viven cerca, la celebración se llena de gente, y por lo tanto, el Tish se lleva a cabo en una espaciosa instalación temporal, estas ocasiones están abiertas al público. Entre los jasidim de Jabad-Lubavitch se celebra una reunión conocida como Farbrenguen (en hebreo: פארברענגען), parecida al Tish.